# Mănăstirea Cașin (gmina)
Mănăstirea Cașin – gmina w Rumunii, w okręgu Bacău. Obejmuje miejscowości Lupești, Mănăstirea Cașin, Pârvulești i Scutaru. W 2011 roku liczyła 4151 mieszkańców.